# Ковалево (Ходзезький повіт)
Ковалево (пол. Kowalewo, нім. Schmiedenau) — село в Польщі, у гміні Марґонін Ходзезького повіту Великопольського воєводства.
Населення — 138 осіб (2011).
У 1975-1998 роках село належало до Пільського воєводства.

## Демографія
Демографічна структура станом на 31 березня 2011 року:
|          | Загалом | Допрацездатний вік | Працездатний вік | Постпрацездатний вік |
| -------- | ------- | ------------------ | ---------------- | -------------------- |
| Чоловіки | 72      | 15                 | 51               | 6                    |
| Жінки    | 66      | 15                 | 36               | 15                   |
| Разом    | 138     | 30                 | 87               | 21                   |